# Pterogoniopsis cylindrica
Pterogoniopsis cylindrica är en bladmossart som beskrevs av C. Müller 1879. Pterogoniopsis cylindrica ingår i släktet Pterogoniopsis och familjen Sematophyllaceae. Inga underarter finns listade i Catalogue of Life.